# Amonemobius vexans
Amonemobius vexans är en insektsart som beskrevs av Otte, D. 1987. Amonemobius vexans ingår i släktet Amonemobius och familjen syrsor. Inga underarter finns listade i Catalogue of Life.